# Scopula taftanica
Scopula taftanica är en fjärilsart som beskrevs av Brandt 1941. Scopula taftanica ingår i släktet Scopula och familjen mätare. Inga underarter finns listade.